# 姓氏
姓氏是表示一个人的家族血親关系的标志和符号；姓氏与人名一起构成一个人的姓名。
通常同一个父系祖先繁衍的后代称为宗族。相关的学科是人名学。

## 不同语言的姓氏
不同族群的姓氏存在着非常大的差异。请参考：
- 漢姓氏
- 高麗姓氏
- 大和姓氏
- 京族姓氏
- 盎格魯-薩克遜姓氏
- 法蘭西姓氏
- 德意志姓氏

## 无姓氏的族群
中亚和高加索的突厥语民族没有自己的本民族姓氏，在被俄罗斯殖民统治100多年后大多采用俄语姓氏，未被俄罗斯帝国统治过的突厥语民族（如维吾尔人）至今仍处于没有姓氏的状态。土耳其人和泰国人在本国政府效仿日本明治维新的“苗字必称令”进行相关的改革后也產生民族的姓氏，而近代没有进行过相关改革的缅甸人至今仍然无姓。北亚的蒙古族传统上不使用姓氏。

## 姓氏与法律

### 姓氏使用
在民众普遍使用姓氏的国家，各国法律对个人姓氏的使用有不同规定。某些政权、国家，会强制使用某种方式的姓氏。历史上，台湾原住民族即此类典型。
中国大陆人口以汉族为主体，姓氏是汉名中必不可少的部分，在法律上亦是如此，通常是随父姓或随母姓。2014年，中国立法机关拟对民法、婚姻法相关条款作出解释，考虑通三种情况下，允许子女不随父母姓氏。中国少数民族使用姓氏的情况，则更为复杂。法律允许少数民族民众可以根据本民族的文化传统和风俗习惯选取姓氏。实践中，无使用姓氏传统的民族亦不强制使用姓氏，如蒙古族、维吾尔族。

### 子女姓氏
随父姓、随母姓是子女姓氏的来源。全世界普遍处于父系传承社会，财产、权力等由父子相传，随父姓是主流。以婚生子女出生后随父姓最为常见。非婚生子女随父姓、随母姓则因各国社会、法律情况、个人选择而定。父母离婚，子女改名，亦有改为随母姓的情况。
两岸三地的华人社会，长期以随父姓的婚生子女为主流。数千年以来，社会长期默认子女随父姓，已成为深入人心的社会观念，是为习俗。父子之间传承的姓氏是家族血脉延续不断的具体表现，即所谓传宗接代。随母姓，亦是为延续女方家族血脉，即通常所见的招贅，包括婿養子。在女性无继承权的社会背景下，无男性后代的家庭通过招赘解决无（男性）继承人的问题。招赘后，女儿和赘婿所生后代随母姓（特殊的情况是雙姓），后代亦获得母家的继承权。近代以来，特别是进入21世纪，随着男女平等思想的普及和女性地位的提升，非招赘所生子女随母姓亦逐渐被两岸民众接受。
中华民国（台湾）的法律最初规定，“子女从父姓，赘夫之子女从母姓，但另有约定者，从其约定”。2007年，法律修正，规定婚生子女“父母于子女出生登记前，应以书面约定子女从父姓或母姓；子女经出生登记后，于未成年前，得由父母以书面约定变更为父姓或母姓；子女已成年者，经父母之书面同意得变更为父姓或母姓”。並有一定事由時，法院得依父母之一方或子女之請求，為子女之利益，宣告變更子女之姓氏為父姓或母姓。非婚生子女从母姓，或经生父认领，视为婚生子女，适用相同规定。2010年，法条删除需要父母书面同意字样。子女成年，可自行变更为父姓或母姓。2012年，中央研究院社会学研究所的一项抽样调查显示，七成受调查者接受子女随母姓，近三成坚持子女随父姓。
中华人民共和国（中国大陆）现行法律中，规定子女可随父姓，可随母姓。大陆当代子女随母姓的实例增多。2017年，中国青年报社进行的一项两千人范围调查中，近五成受访问者认为子女应随父姓，其余接受随母姓。另有，二成多的受访问者不接受随母姓。其中，男性受访问者比女性受访问者更注重子女姓氏，接受随母姓的比例亦低于女性受访问者。有文章指，中国青年报社的调查显示传统观念已被改变。认同子女可随母姓“象征着人们对性别平等的理解正在日益加深，也象征着当代社会对传统家庭关系的重构”。

## 备注
1. ↑  在两岸三地陆续废除一夫一妻多妾制前，法律对子女的区分上，除婚生子女、非婚生子女外，还有婢生子的定义，指生母身份是姬妾所生育的子女。虽然姬妾不是其父在法律上承认的妾室，但通常将他们与妾室所生子女归为一类，即庶出子女，亦是随父姓。
2. ↑  “另有约定者，从其约定”，常见有赘婿子女按约定的随母姓、随父姓。
3. ↑   註: